# Aleksej Naval'nyj
Aleksej Anatol'evič Naval'nyj (in russo Алексе́й Анато́льевич Нава́льный?, trasl. anglosassone: Alexei Anatolievich Navalny; Butyn, 4 giugno 1976 – Charp, 16 febbraio 2024) è stato un attivista, politico e blogger russo.
È stato fra i più noti oppositori del presidente della Russia, Vladimir Putin. Era a capo del partito Russia del Futuro e presidente della Coalizione Democratica (che unisce Russia del Futuro, Partito della Libertà Popolare e Scelta Civica), in precedenza co-presieduta con Boris Nemcov, morto assassinato nel 2015. È stato fondatore della Fondazione Anti-corruzione (in russo Фонд Борьбы с Коррупцией, ФБК?, Fond Bor'by s Korrupciej, FBK).
Di posizioni nazionaliste e liberali, nel 2012 ha auspicato un miglioramento dell'integrazione della Russia con l'Ucraina, pur riconoscendo che l'Ucraina trae maggiori benefici e migliori condizioni di vita dall'integrazione con l'Unione europea. Naval'nyj si è dichiarato favorevole alla legalizzazione dei matrimoni omosessuali nel Paese.
È sopravvissuto ad un tentativo di assassinio, nell'agosto 2020, tramite avvelenamento con l'agente nervino Novičok, per il quale, dopo conferme da analisi ospedaliere, le autorità tedesche hanno accusato il governo russo. L'anno seguente un tribunale di Mosca lo condannò a 3 anni e 6 mesi per motivi finanziari. Il Parlamento europeo, la Corte europea dei diritti dell'uomo, alcune organizzazioni internazionali per i diritti umani, alcuni leader dei paesi occidentali, e numerosi media internazionali ritengono che la sentenza avesse lo scopo di mettere a tacere l'opposizione politica russa.
Quando la Russia iniziò a prepararsi per un'invasione su vasta scala dell'Ucraina, il 22 dicembre 2021, la squadra di Naval'nyj pubblicò un'indagine documentaria su Aleksandr Borodaj (il primo capo della DPR), in cui fu lanciato un appello ai russi a non prendere parte nelle ostilità contro l’Ucraina.
L'anno successivo venne condannato dal tribunale di Lefortovo a Mosca a 9 anni di carcere da scontare in una colonia penale di regime severo, per altri reati finanziari, in un altro processo ritenuto politicamente motivato. Il 4 agosto 2023 lo stesso tribunale condannò Naval'nyi a 19 anni per reati esplicitanente politici, tra cui l'accusa di aver creato e diretto un'organizzazione estremista.
A meno di un anno dall'ultima condanna, il 16 febbraio 2024 morì in carcere, ufficialmente per una "sindrome da morte improvvisa" causata da aritmia cardiaca. Alla cerimonia funebre hanno presenziato decine di migliaia di persone, tra cui vari diplomatici occidentali, Boris Nadeždin, Evgenij Rojzman, Aleksej Venediktov, Ekaterina Duncova e rappresentanti del partito Jabloko.

## Biografia
Naval'nyj nacque nell'Oblast' di Mosca da una famiglia di tradizioni militari con origini sia russe che ucraine: suo padre era un ufficiale dell'esercito. Si laureò in legge all’Università russa dell'amicizia tra i popoli nel 1998 e in seguito studiò all'Università di finanza del governo russo.

### Attività politica
Nel 2000 si iscrisse al partito Jabloko, del quale fra il 2004 e il 2007 diventò uno dei leader nell'area di Mosca. Nel 2005 fondò il gruppo giovanile Democrazia Alternativa (abbreviato in DA!), la cui dirigente Marija Gajdar ricevette finanziamenti dall'agenzia statunitense National Endowment for Democracy.
Nel 2004 ha fondato ed è stato uno dei leader del "Comitato per la protezione dei moscoviti", un movimento cittadino di tutela dei diritti dei cittadini contro decisioni urbanistiche da loro ritenute illegali a Mosca. Nell'aprile dello stesso anno è diventato capo del ramo regionale di Mosca del partito Jabloko.

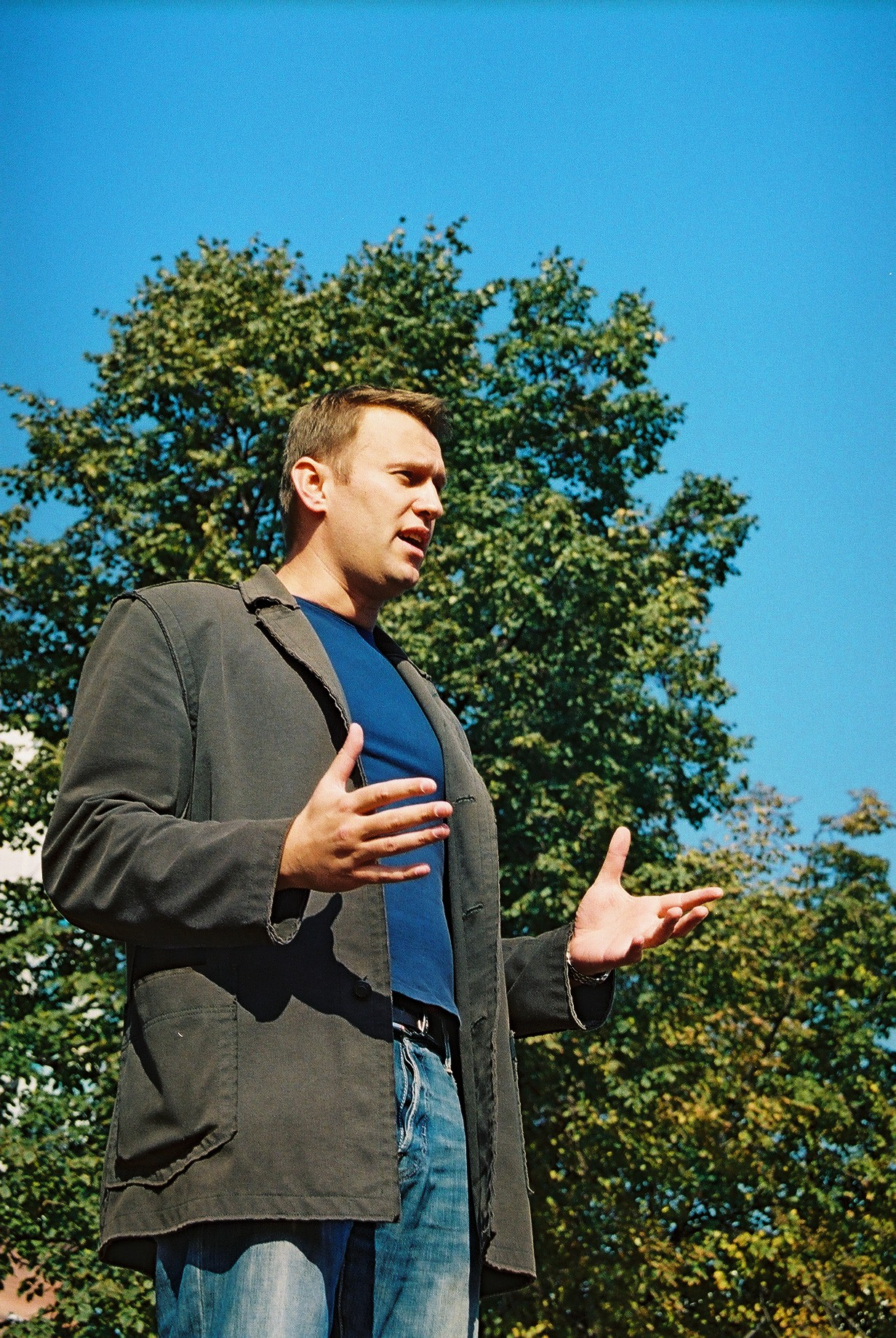
Aleksej Naval'nyj nel 2006

Entrato in rotta di collisione con i dirigenti di Jabloko, venne espulso dal partito con l'accusa di aver danneggiato l'organizzazione per mezzo di attività nazionalistiche. Naval'nyj sostenne invece che la vera ragione della sua espulsione fosse stata il fatto di aver chiesto le dimissioni del leader Grigorij Javlinskij.
Nello stesso anno acquistò piccoli pacchetti azionari di grandi compagnie così da poter esercitare il diritto all'informazione degli azionisti e ottenere prove di condotte dubbie da parte dei dirigenti. Pubblicò poi i risultati delle sue indagini su un blog, che divenne popolare. Iniziò così la sua carriera di attivista anti corruzione, costituì una organizzazione non-profit chiamata "Unione degli azionisti di minoranza" e chiese agli amministratori di fornire copie delle relazioni e dei rendiconti finanziari delle società per cui lavoravano. In breve cominciò a focalizzare le sue indagini anche sui politici e sul governo, divenendo grande critico del presidente russo Vladimir Putin. Nel 2009 lavorò come consulente e consigliere per il governatore della regione di Kirov Nikita Belych, esponente di Jabloko, e cercò di combattere la corruzione dilagante dell'industria locale del legno, ma venne fermato da una denuncia dei proprietari degli stabilimenti.

Poster contenente lo slogan Russia Unita: Partito di ladri e truffatori!

Nel febbraio 2011, durante un'intervista nella trasmissione di radio finam.fm, Naval'nyj ha definito il partito Russia Unita come "partito di truffatori e ladri, espressione che è diventata poi uno slogan famoso. Nel 2012 Naval'nyj ha aperto un sondaggio sul suo blog, dove è stato chiesto di rispondere alla domanda "Russia Unita è un partito di ladri e truffatori?". Al sondaggio hanno preso parte quasi 40 000 persone e il 96,6% di loro ha risposto "si lo è". Naval'nyj ha ripetutamente consigliato di votare "per qualsiasi partito, contro Russia Unita" alle elezioni parlamentari in Russia del 2011. Il 5 dicembre 2011, il giorno dopo le elezioni, Naval'nyj ha preso parte ad una manifestazione organizzata dal movimento dell'opposizione chiamato "Solidarietà" lungo il Čistoprudnyj Bul'var. Lo scopo della manifestazione era quello di esprimere disaccordo con i risultati delle elezioni e accusare le autorità di brogli elettorali su larga scala. Al termine dell'evento, con diverse centinaia di partecipanti, ha preso parte a una marcia non autorizzata verso l'edificio della Commissione elettorale centrale della Russia sulla Lubjanka, durante la quale è stato arrestato dalla polizia e trattenuto per 15 giorni.
Nel 2011 ha lanciato il progetto RosPil, che ha come obiettivo quello di denunciare le frodi negli appalti statali e il peculato e, attraverso un apposito sito web, invita chiunque sia a conoscenza di episodi di corruzione a denunciare l'accaduto. Le informazioni vengono valutate da un gruppo di consulenti e, se verificate, viene sporta denuncia presso le autorità giudiziarie. Le spese legali vengono finanziate da donazioni online. Tutti i visitatori del sito possono controllare in tempo reale su quali casi stanno lavorando gli avvocati di RosPil.
Nel marzo 2012, quando Putin è stato eletto presidente, Naval'nyj ha contribuito a guidare una manifestazione anti-Putin in piazza Puškinskaja a Mosca, a cui hanno partecipato tra le 24 000 e le 30 000 persone. Dopo la manifestazione, Naval'nyj è stato trattenuto dalle autorità per diverse ore, poi rilasciato.

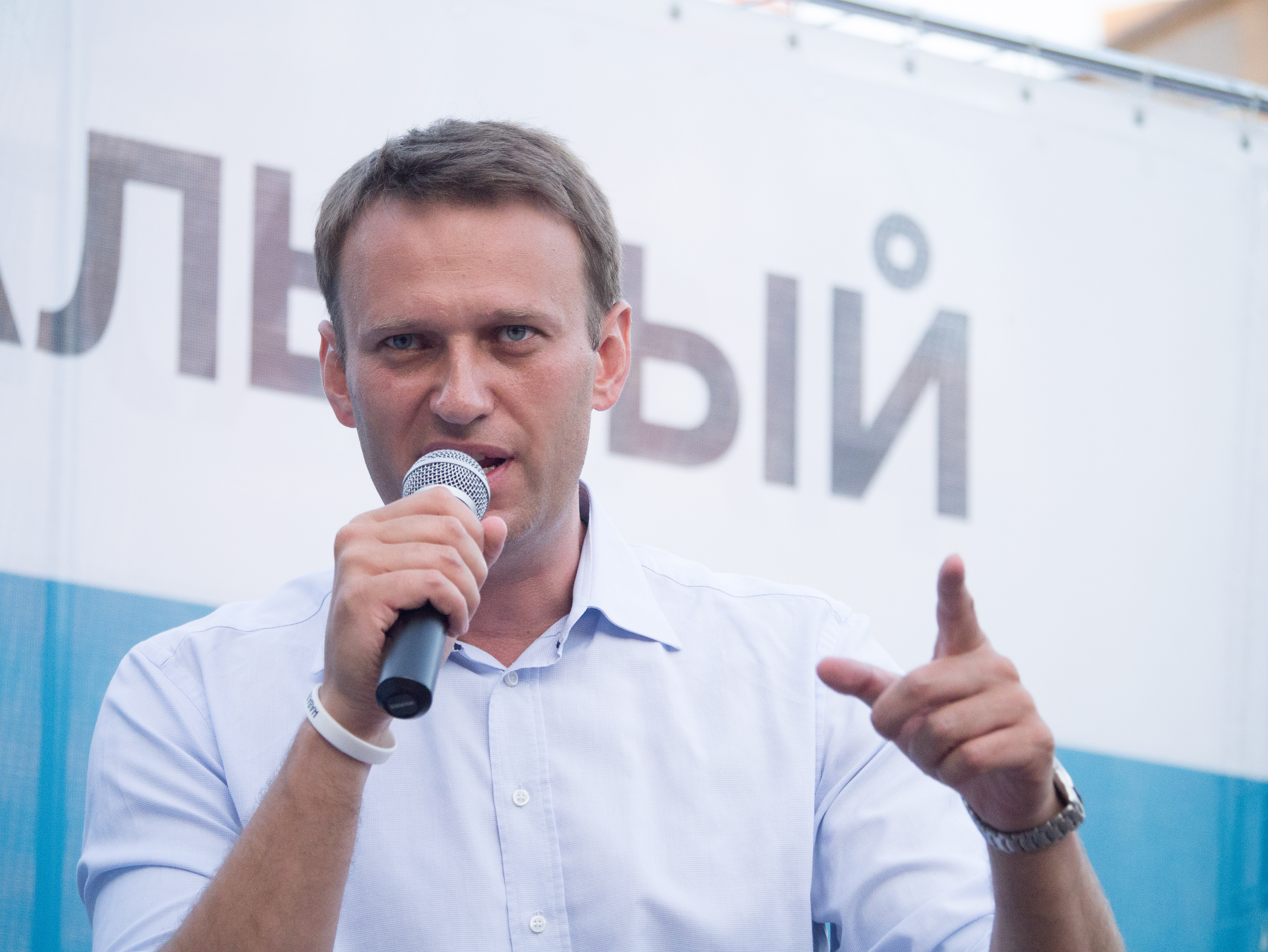
Incontro con gli elettori durante la campagna per l'elezione del sindaco di Mosca del 2013

In occasione delle elezioni comunali a Mosca del 2013 si è candidato alla carica di sindaco, nella lista del Partito Repubblicano di Russia - Partito della Libertà Popolare. Naval'nyj ha ottenuto il 27,24% (632 697 voti) contro il 51,37% del sindaco ad interim uscente Sergej Sobjanin. A seguito del conteggio dei voti non ha riconosciuto la vittoria di Sobjanin al primo turno e ha affermato che il decisivo 1,37%, con il quale venne evitato il ballottaggio, sarebbe stato ottenuto attraverso l'uso di "risorse amministrative", presentando successivamente una domanda alla Corte Suprema del Comune di Mosca con la richiesta di riconsiderare i risultati delle elezioni a causa di presunti brogli. Il 20 settembre, il tribunale della città di Mosca ha rifiutato di soddisfare le richieste di Naval'nyj.
Nello stesso anno, Naval'nyj annunciò le sue intenzioni a occupare la carica di presidente della Russia, esprimendo il desiderio di "mutare il tessuto sociale del paese" e di garantire che i cittadini russi, in una nazione rinomata per le sue risorse naturali, non fossero condannati a vivere "nell'indigenza e nell'oscurità", bensì potessero godere di uno standard di vita "paragonabile a quello dei Paesi europei". La sua base elettorale potenziale, durante il biennio 2012-2013, è stata approssimativamente del 5%, secondo le valutazioni di "Levada Center". Secondo il sociologo Denis Volkov del Levada Center, per incrementare il proprio consenso, Naval'nyj sarebbe stato costretto a "calcare il terreno avverso", ovvero a conquistare voti non solo tra gli elettori delle forze di opposizione, ma anche tra coloro che all'epoca sostenevano il regime in carica. Tuttavia, date le limitazioni nell'accesso ai media federali e il ridotto sviluppo dei canali alternativi di comunicazione, ciò sarebbe risultato estremamente difficile.
Nel 2014 Naval'nyj si oppose all'annessione della Crimea, dichiarando che questa manovra avrebbe portato all'espansione della NATO e a un indebolimento dell'economia del Paese.
Il 23 dicembre 2016, Naval'nyj ha annunciato la propria candidatura alle elezioni presidenziali, ma poi ne è stato escluso per varie condanne (appropriazione indebita), anche se molti governi filo-occidentali e Amnesty International sostengono che la causa delle sue condanne sia dovuta alla stessa opposizione a Vladimir Putin. Nel 2017 la Commissione Centrale Elettorale ha dichiarato che non sarebbe stato idoneo a candidarsi alla presidenza fino a dopo il 2028.

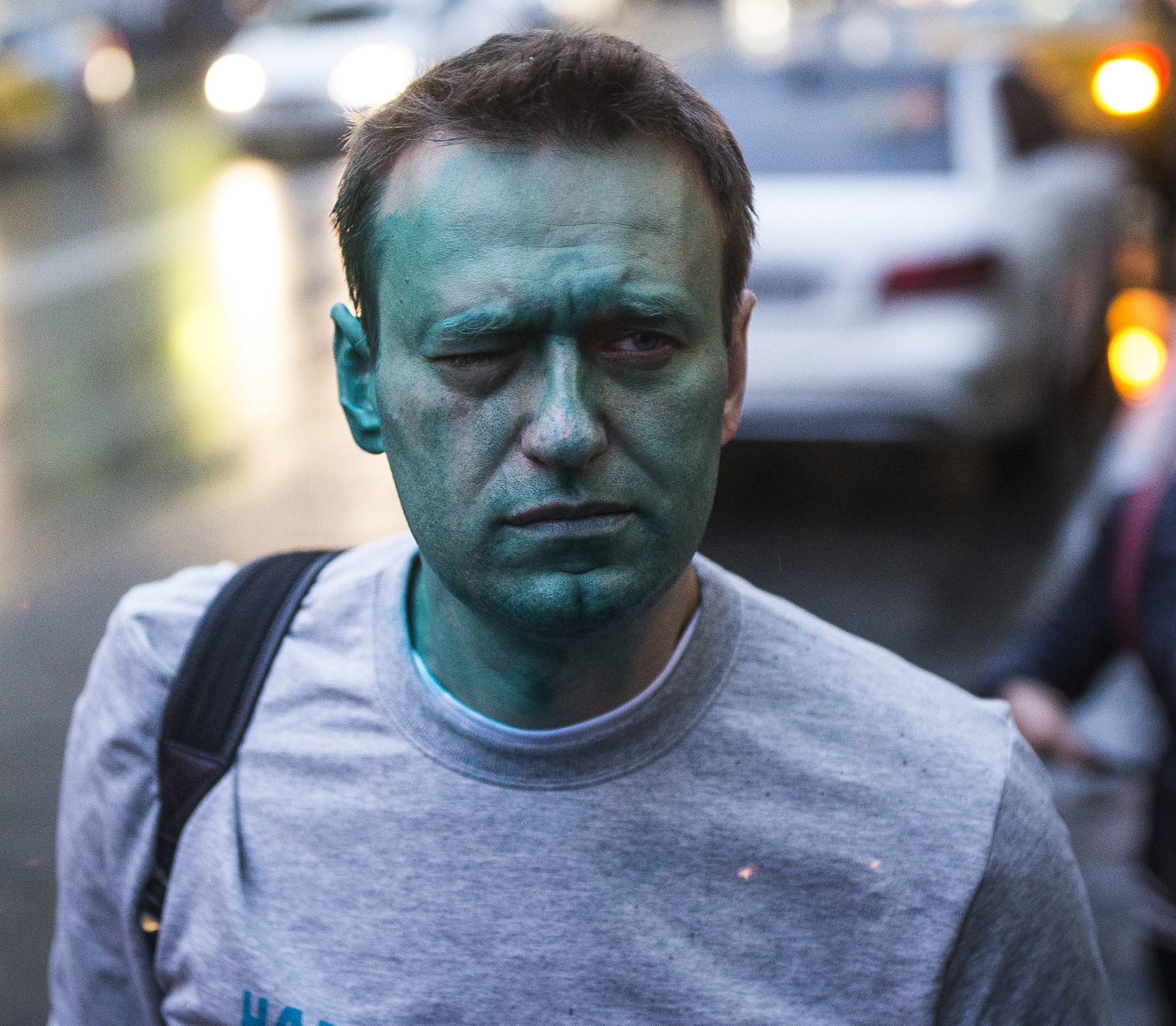
Navalny poco dopo l'aggressione dell'aprile 2017

Il 27 aprile 2017, Naval'nyj è stato attaccato da assalitori sconosciuti fuori dal suo ufficio nella Fondazione Anti-corruzione. Gli hanno spruzzato sul viso una tintura verde brillante chiamata "zelënka", forse mescolata con altri componenti, che può danneggiare gli occhi della vittima. Era stato attaccato in precedenza, all'inizio della primavera. Nel secondo attacco, il disinfettante di colore verde era stato evidentemente mescolato con una sostanza chimica caustica, provocando un'ustione chimica all'occhio destro. Secondo quanto riferito, ha perso l'80% della vista nell'occhio destro. Naval'nyj ha accusato il Cremlino di aver orchestrato l'attacco.
Alla fine del 2017, Naval'nyj ha pubblicato un articolo contenente il proprio programma elettorale. In esso proponeva una riforma politica che limitasse il potere presidenziale e stimolasse il parlamentarismo. Un altro obiettivo prioritario era la lotta alla corruzione: si proponeva l'istituzione di una struttura speciale e l'estensione dei termini di prescrizione per i reati di corruzione. Nel programma si proponeva anche la lustrazione di parte dell'apparato statale e l'abolizione delle leggi che hanno suscitato reazioni ambigue nella società. Nel campo della difesa, Naval'nyj ha suggerito di ridistribuire le spese dal complesso militare-industriale agli stipendi dei militari. Inoltre, ha evidenziato l'importanza del rafforzamento dei diritti civili e delle libertà individuali nel contesto della riforma politica proposta.
A settembre del 2017, Human Rights Watch ha accusato la polizia russa di interferenza sistematica con la campagna presidenziale di Naval'nyj. "Il modello di molestie e intimidazioni contro la campagna di Naval'nyj è innegabile", ha affermato Hugh Williamson, direttore per l'Europa e l'Asia centrale di Human Rights Watch. "Le autorità russe dovrebbero consentire agli attivisti di Naval'nyj di lavorare senza indebite interferenze e indagare adeguatamente sugli attacchi contro di loro da parte di ultranazionalisti e gruppi filo-governativi". In un discorso di dicembre, paragonò Putin al personaggio di Lord Voldemort della serie Harry Potter, un paragone che ritornerà negli anni.
Nello stesso anno, Naval'nyj e la sua FBK hanno pubblicato il documentario He Is Not Dimon to You, accusando Dmitrij Medvedev, l'allora primo ministro ed ex presidente della Russia, di corruzione, portando a proteste di massa in tutto il paese.
Nel 2018 ha avviato la campagna "Voto Intelligente", una strategia di voto tattica volta a combinare i voti di coloro che si oppongono a Russia Unita, al fine di privarla dei seggi alle elezioni.
Nel novembre 2018 la Corte europea dei diritti dell'uomo ha condannato la Russia a risarcire Naval'nyj con 50 000 euro per danni morali, 1 025 euro per danni materiali, e 12 653 euro per le spese sostenute per i suoi molteplici arresti subiti sul territorio russo valutati come politici, contro la libertà di espressione e privi di una reale motivazione.
Nel 2020 Naval'nyj ha accusato il Capo della Repubblica Cecena Ramzan Kadyrov di essere il responsabile del tentato omicidio del dissidente ceceno Tumso Abdurachmanov. Nel luglio del 2020, la Fondazione Anti-corruzione, già classificata nell'ottobre 2019 dal governo come "agente straniero", venne ufficialmente chiusa dal governo russo, in quanto venivano rivelati presunti contatti tra un collaboratore della fondazione, Vladimir Ašurkov, e James William Thomas Ford, indicato dai servizi segreti russi come agente dell'intelligence britannica MI6. Ašurkov avrebbe chiesto al Regno Unito delle somme di denaro per finanziare la propria attività.
Nel 2020 ha fatto una grande campagna contro il referendum costituzionale del 1º luglio, definendolo un "colpo di Stato" e affermando che il referendum avrebbe consentito al presidente Putin di diventare "presidente a vita". Ha definito i risultati del referendum "una grande bugia". Nel giugno dello stesso anno il suo partito ha parlato a sostegno delle proteste di Black Lives Matter contro il razzismo. Nel dicembre 2020, l'istituto sociologico Romir ha pubblicato un elenco di 100 personaggi pubblici più fidati dai russi. Aleksej Naval'nyj si posiziona al nono posto. Secondo un sondaggio dell'istituto indipendente Levada Center, nel febbraio 2021, il 5% degli intervistati ritiene Naval'nyj il proprio politico di riferimento.
Nel gennaio 2021, Naval'nyj ha criticato il blocco di Donald Trump su Twitter definendolo "un atto di censura inaccettabile". Nel febbraio dello stesso anno Amnesty International ha ritirato a Naval'nyj la designazione di "prigioniero di coscienza", per via dei suoi video e delle sue dichiarazioni pro-nazionaliste fatte in passato, che costituirebbero incitamento all'odio. Tale designazione è stata poi ripristinata nel maggio 2021, l'organizzazione internazionale ha dichiarato che il ritiro della designazione di "prigioniero di coscienza" era stato utilizzato come pretesto dal Governo della Federazione Russa per violare ulteriormente i diritti umani di Naval'nyj.

### Avvelenamento
La mattina del 20 agosto 2020, Naval'nyj e la sua portavoce Kira Jarmyš erano a bordo dell'aereo S7 Airlines volando da Tomsk a Mosca (aeroporto di Domodedovo). Durante il volo, Naval'nyj ha cominciato a manifestare sintomi di malessere perdendo conoscenza. L'aereo ha effettuato un atterraggio di emergenza all'aeroporto di Omsk. Naval'nyj è stato portato al reparto di rianimazione tossica dell'Ospedale di emergenza clinica n. 1 della città. Il primario dell'ospedale ha riferito che Naval'nyj è caduto in coma ed è stato collegato a un ventilatore.
Il 21 agosto, dopo la richiesta della famiglia e del partito Russia del Futuro alla cancelliera tedesca Angela Merkel e al presidente francese Emmanuel Macron, un aereo dalla Germania è atterrato ad Omsk per trasportare Naval'nyj in una clinica di Berlino.
Tuttavia, un consiglio di medici ha considerato le condizioni di Naval'nyj "instabili" e "non trasportabile" e ha rifiutato l'autorizzazione al trasporto. La sera del 21 agosto, la sua medica curante, Anastasia Vasilieva, ha comunicato che i medici dell'ospedale avevano dato l'autorizzazione per trasportare Naval'nyj in Germania. Il 22 agosto Naval'nyj è atterrato a Berlino ed è stato ricoverato all'ospedale della Charité. Quando si è saputo che Navalny era caduto in coma, la collaboratrice Marija Pevčich, anche lei in viaggio con lui, andò all'hotel dove aveva soggiornato e prese da lì delle bottiglie d'acqua di plastica. Le bottiglie furono portate dalla Russia alla Germania sull'aereo su cui è stato evacuato Navalny per essere analizzate. Il 2 settembre un portavoce del governo tedesco ha confermato l'ipotesi dell'avvelenamento, affermando che le analisi su Naval'nyj avevano riscontrato la presenza del Novičok, agente nervino già utilizzato per avvelenare l'ex spia Sergej Skripal' e suo figlio nel 2018. Il 7 settembre uscì dal coma indotto.
Il 14 dicembre è stata pubblicata un'indagine congiunta di The Insider e Bellingcat in collaborazione con la CNN e Der Spiegel, che coinvolgeva agenti del Servizio di sicurezza federale (FSB) russo nell'avvelenamento di Naval'nyj. L'indagine ha descritto in dettaglio un'unità speciale dell'FSB specializzata in sostanze chimiche e gli investigatori hanno rintracciato i membri dell'unità utilizzando dati di telecomunicazioni e di viaggio.
Secondo le indagini, Naval'nyj è stato sorvegliato da un gruppo di agenti dell'unità per tre anni e potrebbero esserci stati tentativi precedenti di avvelenamento.
In seguito a questa indagine, ma prima della sua pubblicazione, Naval'nyj telefonò a Konstantin Kudrjavcev, uno degli agenti dell'FSB coinvolti, presentandosi come aiutante di Nikolaj Patrušev (direttore del FSB) chiedendo dettagli sul perché il tentato avvelenamento fosse fallito. Kudrjavcev ha detto che l'agente del Novičok era stato applicato alle mutande di Naval'nyj mentre si trovava in hotel a Tomsk, ma mentre le aveva indossate per il volo come previsto, il veleno era stato apparentemente assorbito troppo lentamente per avere effetti letali prima che l'aereo partisse. Dopo l'evacuazione medica di Naval'nyj in Germania, Kudrjavcev è stato inviato a recuperare i vestiti di Naval'nyj in modo che potessero essere trattati per rimuovere le tracce di Novičok prima che potessero essere testati da esperti indipendenti.

### Il carcere

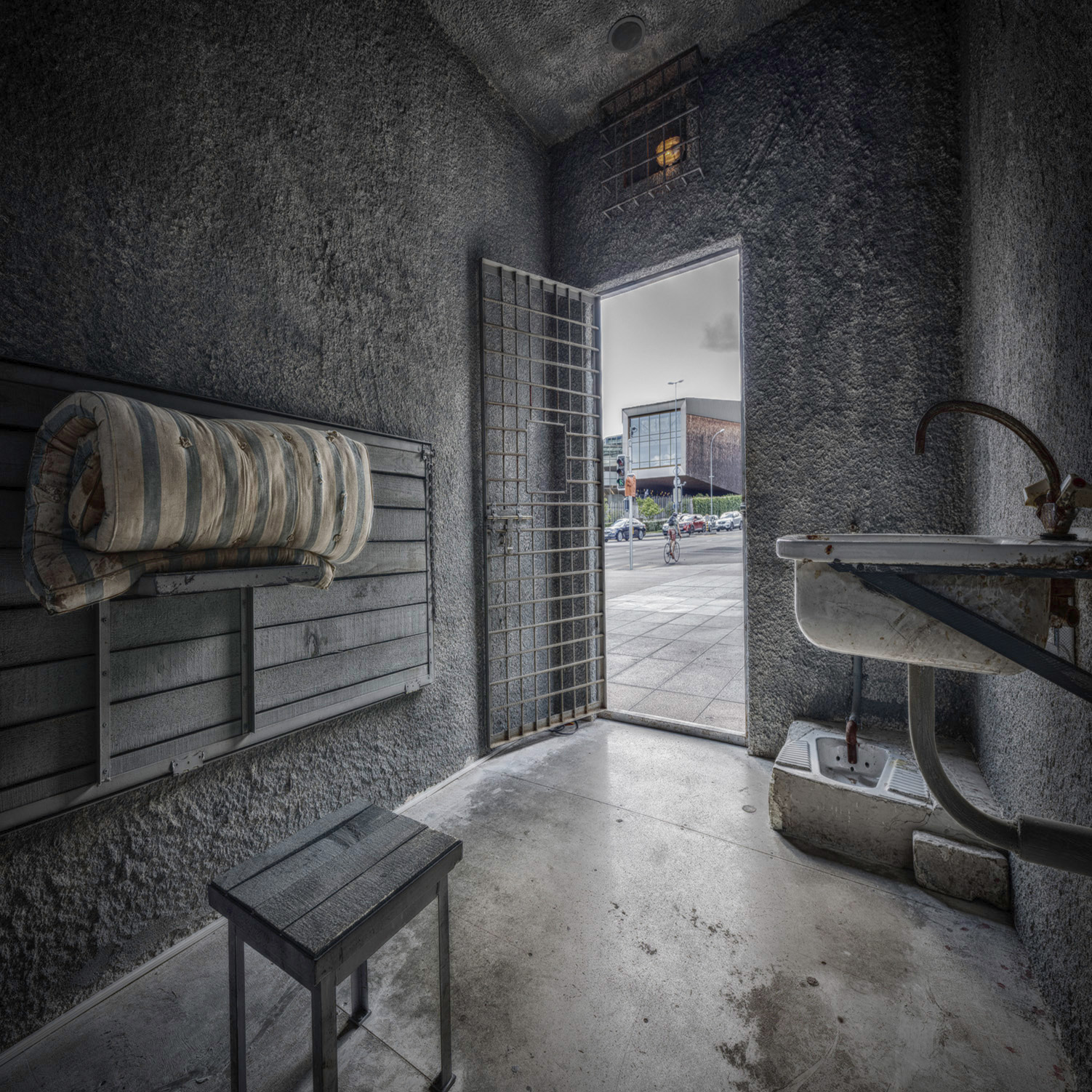
Replica della cella di isolamento di Naval'nyj in Russia in mostra a Place des Nations a Ginevra nel giugno 2023

Il 17 gennaio 2021, Naval'nyj è tornato in Russia dalla Germania, dove era in cura per gli effetti dell'avvelenamento, ed è stato trattenuto nella zona grigia dell'aeroporto di Mosca-Šeremet'evo da ufficiali del dipartimento di ricerca dell'FPS. L'arresto cautelare venne effettuato per aver violato la condizionale nel caso Yves Rocher, dove Aleksej è stato giudicato colpevole di appropriazione indebita di 30 milioni di rubli ai danni dell'azienda, che implicava due firme mensili fino al 30 dicembre 2020.
Dopo l'arresto, Naval'nyj si trovava nella zona di transito dell'aeroporto Šeremet'evo. Non aveva ancora attraversato il confine con la Russia. Secondo la sua avvocata, Olga Michailova, l'oppositore si trovava nel 2° dipartimento di polizia nel distretto della città di Chimki.

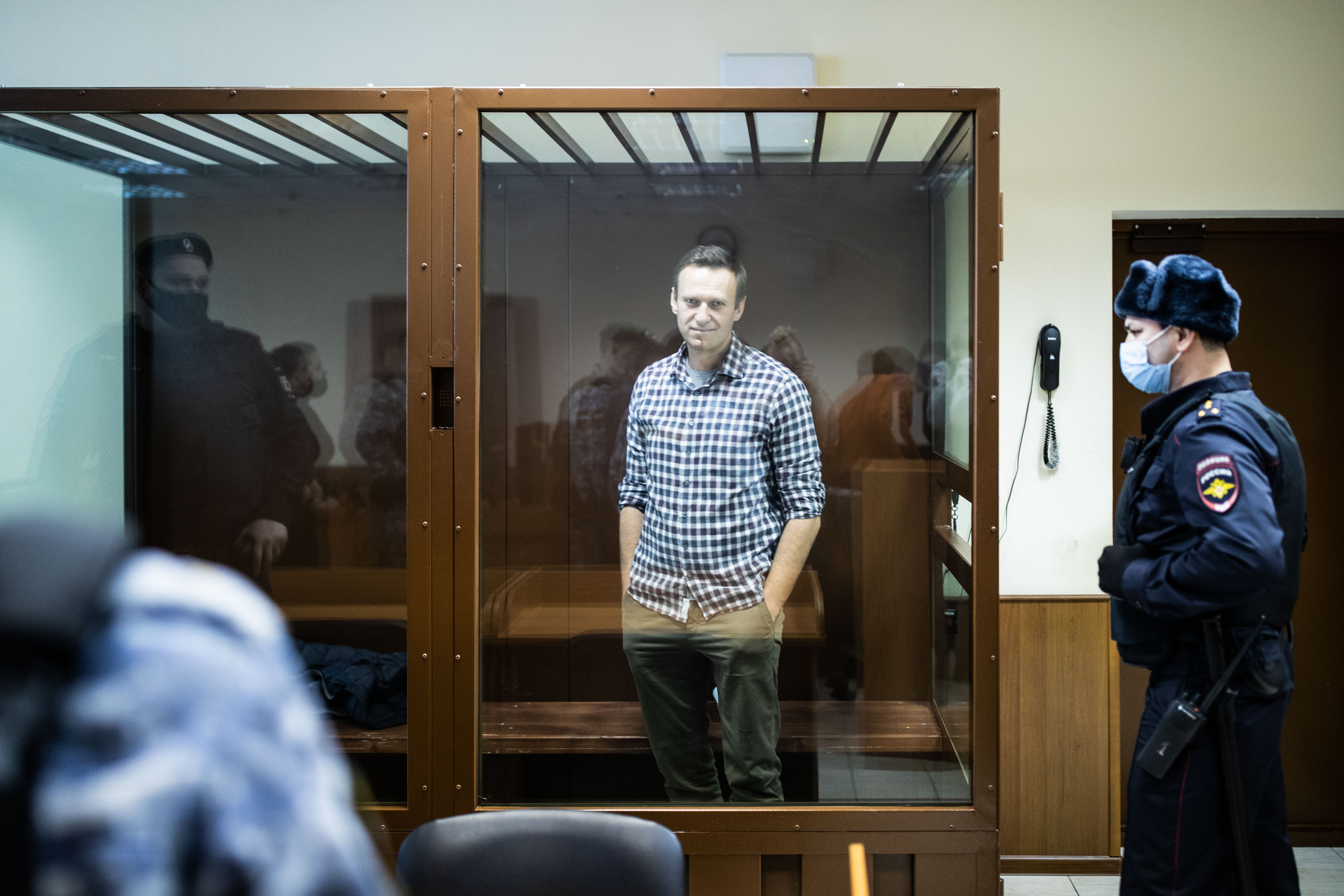
Naval'nyj ad un'udienza del processo nel febbraio 2021

L'arresto di Naval'nyj ha scatenato proteste di massa nel paese. Al processo del 2021 fu filmato mentre rivolgeva il gesto del cuore con le mani alla moglie, facendo diventare in seguito questo simbolo molto usato dai dissidenti russi e bielorussi durante i processi pubblici, al punto che un ufficiale giudiziario nel 2024 definì il gesto come illegale in tribunale poiché "segno di una comunità estremista", durante il procedimento alla giornalista Antonina Favorskaya, che ha seguito i processi di Naval'nyj ed è stata accusata di collaborare con la Fondazione Anti-corruzione.
Il 31 marzo 2021, Naval'nyj ha iniziato uno sciopero della fame a causa del rifiuto dei medici di vederlo. Il 6 aprile è stato ricoverato per sospetta tubercolosi. Il 17 aprile 2021 i medici di Naval'nyj hanno dichiarato che sarebbe potuto morire da un momento all'altro. Il 18 aprile 2021 vari deputati russi hanno firmato una lettera congiunta al presidente Vladimir Putin con la richiesta di fornire cure mediche a Naval'nyj. Il 7 giugno 2021 Naval'nyj è tornato in carcere dopo essersi completamente ripreso dagli effetti dello sciopero della fame.
(Aleksej Naval'nyj ai russi)
Il 9 giugno, la sua rete di associazioni politiche, incluso il "quartier generale" e la "Fondazione Anti-corruzione", viene definita estremista dal Tribunale della città di Mosca ed è quindi bandita.
Nell'ottobre 2021 ha ricevuto il Premio Sacharov per i diritti umani del Parlamento europeo. David Sassoli, Presidente del Parlamento Europeo, ha annunciato che il premio doveva riconoscere che Naval'nyj "ha combattuto instancabilmente contro la corruzione del regime di Vladimir Putin. Questo gli è costato la libertà e quasi la vita". Nello stesso mese la commissione carceraria russa ha designato Naval'nyj come "terrorista".
Per il 18 dicembre 2023 presso il tribunale distrettuale di Oktjabr'skij, il tribunale cittadino di Kovrov e il tribunale regionale di Vladimir erano previste tre udienze di ricorso di Naval'nyj contro il Servizio Penitenziario Federale (in russo Федеральная служба исполнения наказаний - ФСИН?, Federal'naja služba ispolnenija nakazanij - FSIN), il dipartimento regionale del FSIN e la colonia penale IK-6; tuttavia, i processi sono stati rinviati all'11 e al 16 gennaio 2024, in quanto la sua partecipazione tramite videoconferenza non è stata garantita. Il tribunale regionale di Vladimir ha richiesto spiegazione al FSIN, e il 18 dicembre 2023 il suo servizio stampa ha dichiarato all’agenzia stampa TASS che “stanno aspettando una risposta”. A dicembre 2023 Naval'nyj diventa infatti irreperibile per quasi tre settimane e le autorità penitenziarie e le istituzioni rifiutano di fornire informazioni in merito al suo trasferimento. L'ultimo post pubblicato sul suo canale Telegram prima della sparizione, dedicato alle elezioni presidenziali del 2024, risale al 7 dicembre 2023. Il 12 dicembre 2023 la versione eurasiatica del sito di Amnesty International ha ipotizzato che Naval'nyj, definito prigioniero di coscienza, potrebbe essere oggetto di sparizione forzata.

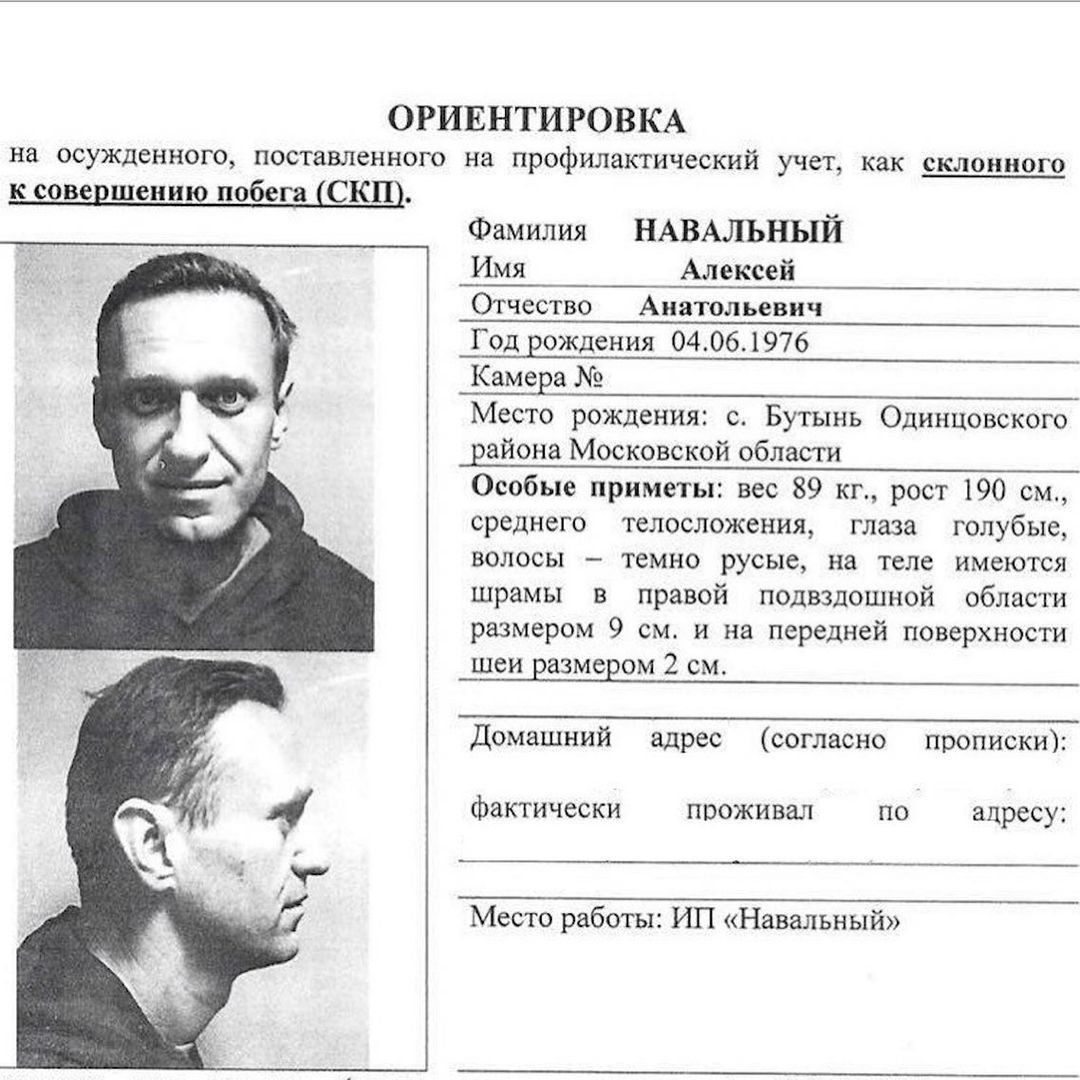
Scheda di registrazione carceraria di Alexei Navalny nel centro di detenzione di Matrosskaya Tishina, dove è stato trattenuto all'inizio del 2021 prima del suo trasferimento in una colonia penale.

Il 25 dicembre 2023 Kira Jarmyš, Leonid Volkov e altri collaboratori di Naval'nyj comunicano che è stato trasferito nella colonia penale IK-3 (nota come "Lupo polare"), a Charp, nel circondario autonomo Jamalo-Nenec, oltre il circolo polare artico, in condizioni di completo isolamento e nella quasi totale impossibilità di comunicare con lui. Il trasferimento è avvenuto in treno; secondo la pratica penale russa (che tipicamente combina reclusione ed esilio), i prigionieri vengono infatti trasportati in vagoni ferroviari appositamente progettati, denominati Stolypin, che spesso percorrono itinerari tortuosi verso i territori più estremi del paese dal punto di vista geografico e climatico. È normale che i viaggi durino più settimane, durante le quali i detenuti vengono vessati fisicamente e psicologicamente, in alcuni casi fino alla morte. Tuttavia, l’avvocato che ha potuto incontrare Naval’nyj due giorni dopo il suo arrivo nell'IK-3 lo ha trovato in buono stato di salute. In un messaggio pubblicato sui social scrisse ironicamente che siccome viveva sopra il circolo polare artico era "un Babbo Natale a regime speciale".

### L'ultima campagna
Il 7 dicembre 2023, poco prima del suo ultimo trasferimento forzato, Naval'nyj dà l’avvio alla campagna contro la rielezione di Putin nelle elezioni presidenziali in Russia del 2024 (Campagna del fondo anticorruzione contro Putin - 2024). L’iniziativa, promossa attraverso il sito neputin.org, è mirata a fornire informazioni a supporto della decisione di voto e a coinvolgere cittadini interessati a distribuire video e post per la campagna online o a realizzare graffiti e affiggere volantini per la campagna sul territorio.
Il successivo 22 dicembre Leonid Volkov riconduce a questa iniziativa la ragione per cui Naval'nyj è stato rapito e nascosto, dichiarando che "il modo migliore per sostenerlo ora è dedicare tutta l'energia alla sua campagna".
Partendo dal principio che non c'è nessun candidato dell'opposizione a Putin per cui votare, il 1 febbraio 2024 Naval'nyj invita i cittadini russi a partecipare alla campagna "Mezzogiorno contro Putin”, promossa dall'hashtag #ПолденьПротивПутина (#MezzogiornoControPutin) e programmata per il successivo 17 marzo, l'ultimo dei tre giorni delle elezioni presidenziali 2024. "Mi piace l’idea che coloro che voteranno contro Putin si recheranno alle urne alla stessa ora, a mezzogiorno. A mezzogiorno contro Putin", si legge nel post pubblicato sul suo canale Telegram. Secondo Naval'nyj, l'iniziativa potrebbe essere una potente dimostrazione dell'umore del paese: "Elettori veri e vivi contro la finzione del voto elettronico. Persone vere in fila per votare contro Putin vs voti falsi a favore". Si tratta di un'azione di protesta completamente legale e sicura, in quanto sono le autorità stesse, esortando la popolazione ad esercitare in massa il diritto di voto, ad invitare le persone a parteciparvi. Sarebbe quindi impossibile impedirla (a meno di non chiudere i seggi elettorali alle 12:00, orario di alta affluenza alle urne), così come prendere nota di tutti i convenuti, o individuare chi si trova lì espressamente per votare “contro” e chi no. La protesta sarebbe possibile in ogni quartiere di ogni città; milioni di persone potrebbero prendervi parte e decine di milioni esserne testimoni.
L'iniziativa è stata ideata da Maksim Reznik, ex deputato dell'assemblea legislativa di San Pietroburgo e vecchio amico di Naval'nyj, ed è attivamente promossa dalla politica Julija Galjamina.

### Morte

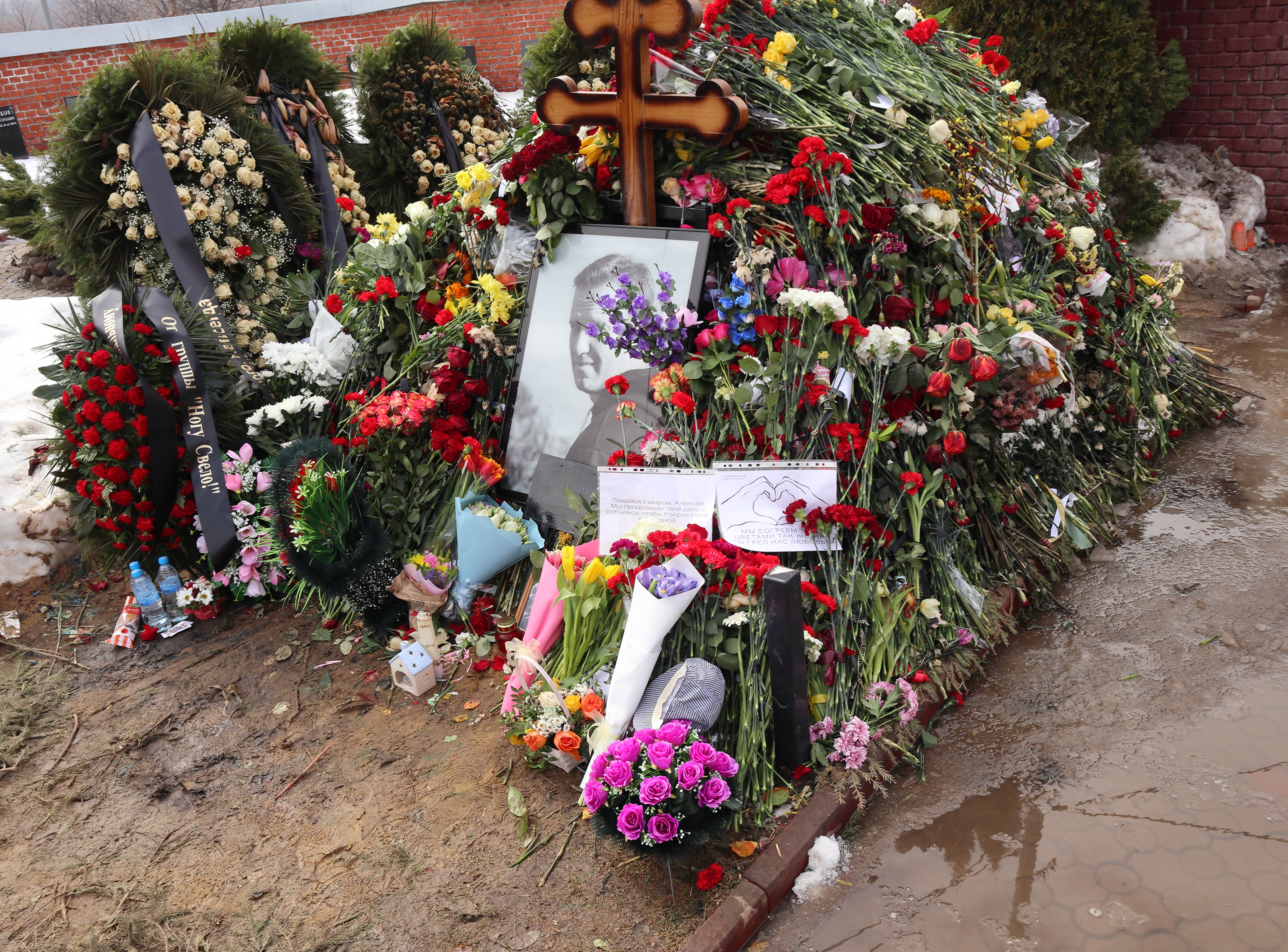
Tomba di Aleksej Naval'nyj nel marzo 2024

Il 16 febbraio 2024 il Servizio Penitenziario Federale Russo per il circondario autonomo di Jamalo-Nenec annuncia la morte di Naval'nyj pubblicando il seguente testo sul proprio sito: "Il 16 febbraio 2024, nella colonia penale n.3, il detenuto Naval'nyj A.A. si è sentito male dopo una passeggiata, perdendo quasi immediatamente conoscenza. Il personale medico della struttura è arrivato immediatamente ed è stata chiamata un'ambulanza. Sono state eseguite tutte le misure di rianimazione necessarie, che non hanno dato risultati positivi. I medici dell'ambulanza hanno constatato la morte del condannato. Si stanno accertando le cause della morte". L'ultimo aggiornamento della notizia risale alle ore 14:19 locali.
In un post su X del 16 febbraio alle ore 12:45 locali, Kira Jarmyš riporta la pubblicazione della notizia da parte del penitenziario senza darne conferma. In un post del 17 febbraio 2024 alle ore 11:31 e in un video dello stesso giorno dichiara che, secondo un messaggio ufficiale consegnato alla madre di Naval'nyj, la morte è avvenuta il 16 febbraio alle ore 14:17 locali.
Il canale della tv di stato russa Channel 1 trasmette per primo la notizia dopo circa 45 minuti, limitandosi a riportare il testo pubblicato sul sito del penitenziario. Il decesso è stato attribuito a "sindrome da morte improvvisa" causata da aritmia cardiaca. In generale, i media di stato locali ignorano la notizia e non viene data copertura stampa alle proteste che fin dal 16 febbraio portano a centinaia di arresti in tutto il paese, né ai molti tributi di quanti si recano ai memoriali in onore delle vittime della repressione politica in Unione Sovietica per deporre dei fiori.
Il 18 febbraio 2024 la giornalista Elena Malachovskaja, già arrestata nel 2018 per aver dato copertura giornalistica a proteste locali, pubblica sul proprio profilo Telegram l'estratto di una trasmissione del canale televisivo Mosca24 dedicata al meteo locale in cui, per alcuni secondi, e senza che la conduttrice capisca cosa sta succedendo, appaiono le immagini da una telecamera di sorveglianza puntata sul memoriale Pietra Soloveckij in cui si vedono delle persone che depongono dei fiori ai piedi del monumento, dove giacciono già altri fiori. Il 24 febbraio 2024 il corpo dell'uomo è stato reso alla madre Ljudmila.
Il presidente della Federazione Russa Putin ha definito la morte di Naval'nyj un "evento triste" e ha confermato che si erano tenute discussioni sul suo possibile scambio di prigionieri. Questo è stato confermato dal team di Naval'nyj.
Il 1º marzo 2024, il politico è stato sepolto nel cimitero di Borisovskoe; la cerimonia funebre si è svolta nella chiesa dell'icona della Madre di Dio "Consolatrice dei dolori" a Mar'ino, nel sud-est di Mosca. Oltre alla famiglia (il padre e la madre), alla cerimonia hanno partecipato decine di migliaia di persone, tra cui vari diplomatici occidentali, Boris Nadeždin, Evgenij Rojzman, Ekaterina Duncova e rappresentanti del partito Jabloko. La moglie Julija Naval'naja, risiedente all'estero da dopo la condanna, non ha potuto partecipare, così come i due figli, per motivi di sicurezza.

#### Le reazioni internazionali alla morte
La morte di Naval'nyj ha suscitato forti reazioni, non solo in patria, ma anche fuori dalla Russia, dove i rappresentanti delle principali istituzioni occidentali hanno espresso grande rammarico. Larga parte della politica e dell’opinione pubblica dei Paesi occidentali lo considera il principale oppositore del governo autoritario di Putin, la cui morte annulla qualunque possibilità – almeno per il momento – di opposizione al governo di Mosca. Impegnato nella lotta alla corruzione dilagante, Naval'nyj è visto da molti opinionisti come una sorta di martire che ha dato la vita per i suoi ideali di democrazia e di libertà: dopo l’avvelenamento è tornato in Russia pur sapendo che sarebbe andato incontro a una dura condanna. Una figura, quella di Naval'nyj, il cui “coraggio resterà di richiamo per tutti”, scrive il presidente della Repubblica italiana Sergio Mattarella.
Oleg Radzinskij e Michail Šiškin, due scrittori russi ora viventi in Svizzera, dopo aver accusato Putin della sua morte, e la cui fine dovrebbe "risvegliare i politici occidentali" hanno ricordato le numerose denunce di Naval'nyj contro la corruzione degli oligarchi russi e il sostegno che viene loro dato dalle banche svizzere e avvocati che ostacolano le inchieste sul riciclaggio di denaro in Svizzera.
Il 27 aprile 2024, The Wall Street Journal ha riportato che le agenzie di intelligence statunitensi ritengono che Putin non abbia direttamente ordinato l'uccisione di Naval'nyj, stando a informazioni classificate e analisi di fatti pubblici come la tempistica della sua morte e il modo in cui l'evento abbia oscurato la sua rielezione alle elezioni presidenziali del 2024. Tuttavia, stando alle dichiarazioni dell'intelligence riportate da WSJ, ciò non esime il presidente russo dalla responsabilità della sua morte.
Secondo la famiglia e altri dissidenti come Vladimir Kara-Murza (un altro oppositore che ha subito anche lui tentativi di avvelenamento e una condanna decennale prima di essere liberato in un maxi-scambio di prigionieri), Naval'nyj sarebbe stato avvelenato per la seconda volta con il Novičok da agenti del governo. Il secondo avvelenamento è tesi sostenuta anche dallo scienziato che sintetizzò il veleno negli anni '90, riportando anche che i lividi che sarebbero stati riscontrati sul corpo sono compatibili con un attacco di convulsioni causato dall'agente tossico. Secondo altri sarebbe invece stato vittima di un pestaggio programmato.
Il giornalista investigativo bulgaro Hristo Grozev ha detto di non riuscire "a immaginare una situazione in cui Naval'nyj sia morto accidentalmente un paio di settimane prima dello scambio. È teoricamente possibile che Putin non lo volesse, ma non sia stato in grado di comunicare la sua nuova decisione, che avrebbe sostituito l'ordine [precedente] di ucciderlo. È possibile. Persone vicine al Cremlino affermano che spesso Putin non è abbastanza chiaro quando dà istruzioni, e che un certo suggerimento può essere frainteso". Sempre secondo Grozev, Naval'nyj avrebbe dovuto essere scambiato con la Germania in cambio di un killer dei servizi segreti russi, il colonnello Vadim Krasikov; la sua morte posticipò lo scambio dei prigionieri ad agosto, e fece includere oltre ad alcuni statunitensi e un tedesco, diversi cittadini russi dissidenti tra cui Vladimir Kara-Murza, Il'ja Jašin, Oleg Orlov e due collaboratrici del politico deceduto, Ksenija Fadeeva e Lilija Čanyševa: «Naval'nyj ha portato alla libertà molte persone attraverso la sua morte, e credo che egli apprezzerebbe sapere che questo è successo come lascito del suo sacrificio».
Il premio Nobel per la pace Dmitrij Muratov ha scritto un necrologio su Novaja Gazeta intitolato La strada che ha scelto Naval'nyj, e ha affermato che «è stato sottoposto a tormenti e torture per tre anni. Come mi ha detto il medico di Naval'nyj, il corpo non può sopportarlo. Alla condanna di Aleksej Naval'nyj è stato aggiunto l'omicidio».

## Processi

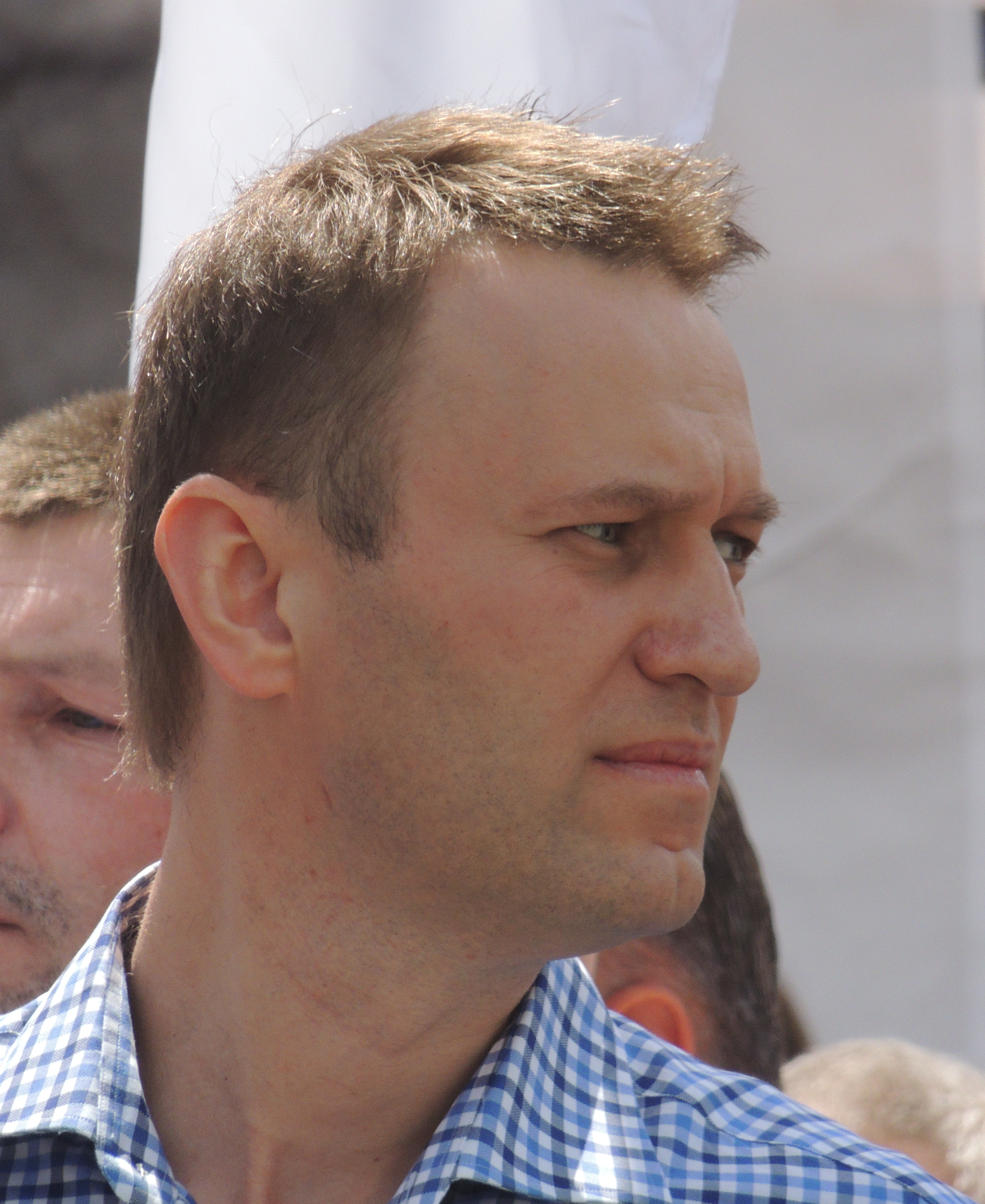
Naval'nyj durante le proteste anti-corruzione del 2017

Dopo essere diventato una figura di riferimento dell'opposizione russa al presidente Putin, ha subito varie condanne in Russia, in parte per fatti legati al suo attivismo politico e in parte per fatti estranei ad esso (come l'appropriazione indebita). Tali processi sono stati ritenuti esclusivamente conseguenza dell'attività politica di Naval'nyj dai governi di numerosi Paesi occidentali e da Amnesty International. Durante la sua detenzione è stato considerato come un prigioniero di coscienza dall'associazione russa Memorial.
Nel dicembre 2014 Aleksej Naval'nyj e suo fratello Oleg vennero condannati in tribunale a 3 anni e sei mesi di carcere per appropriazione indebita ai danni dell'azienda francese di cosmetici Yves Rocher, alla quale la loro compagnia di trasporti Glavpodpiska avrebbe sottratto 30 milioni di rubli. Mentre Oleg scontava la pena in carcere, ad Aleksej venne concessa la sospensione in via condizionale, con l'obbligo di presentarsi alle autorità per due "firme" mensili fino al 30 dicembre 2020.
Nel marzo del 2017 Naval'nyj è stato arrestato insieme ad altre centinaia di persone a causa di una manifestazione contro la corruzione non autorizzata dal governo, e per questo è stato condannato a 15 giorni di carcere e a una multa da 20 000 rubli (circa 325 euro).
Nel giugno del 2017 venne nuovamente arrestato a causa di nuove proteste nei confronti della corruzione, insieme a lui sono state arrestate anche 1 500 persone.
Il 29 settembre 2017 venne arrestato con l'accusa di aver invitato, ripetutamente, i suoi sostenitori a partecipare a "eventi pubblici" non autorizzati.
Il 17 gennaio 2021, al ritorno a Mosca dopo il periodo di degenza a Berlino, venne arrestato presso l'Aeroporto di Mosca-Šeremet'evo da forze di polizia in assetto anti-sommossa, venendo processato per direttissima in una stazione di polizia. Il successivo 2 febbraio è stato condannato a due anni e otto mesi di carcere, poi portati a 3 anni e 6 mesi.
Il 10 agosto 2021 Naval'nyj è stato accusato di aver creato «un'associazione non-profit che viola le persone e i diritti dei cittadini», rischiando altri 3 anni di reclusione.
Lo stesso anno un tribunale di Lefortovo (Mosca) lo condannò per frode a 9 anni.
Nell'agosto 2023, Naval'nyj è stato condannato ad altri 19 anni di carcere per aver "presumibilmente finanziato attività estremiste, incitato pubblicamente ad attività estremiste" e "riabilitato l'ideologia nazista", per un totale cumulato di 31 anni e 6 mesi. La legge sulla riabilitazione del nazismo viene solitamente applicata a chi esprime critiche sul ruolo dell'URSS e di Stalin nella seconda guerra mondiale e la condanna non è collegata a rapporti di Naval'nyj con i neonazisti russi; Naval'nyj spiegò in post sui social media che l'accusa si riferiva a una dichiarazione di uno dei suoi collaboratori, Leonid Volkov, mentre Navalny stava già scontando la sua precedente condanna a nove anni di carcere: Volkov affermò in un video che l'ufficiale dell'esercito nazista Claus von Stauffenberg aveva fatto la cosa giusta tentando di assassinare Hitler.
Il 26 settembre la prima Corte d'appello di giurisdizione generale ha riconosciuto la legalità della decisione di condanna a 19 anni di detenzione nella colonia penale di massima sicurezza IK-6 nel villaggio di Melekhovo, notizia riferita da un corrispondente della TASS dall'aula del tribunale. L’esame del ricorso si è svolto a porte chiuse a causa di una lettera inviata alla corte dal Ministero degli Interni in cui si affermava che i sostenitori dell'attivista avrebbero inscenato delle provocazioni durante l’udienza in tribunale. Ai giornalisti è stato consentito l'accesso solo per la lettura del verdetto. Naval'nyj ha partecipato all'udienza tramite collegamento video dal luogo di detenzione.

## Ideologia politica

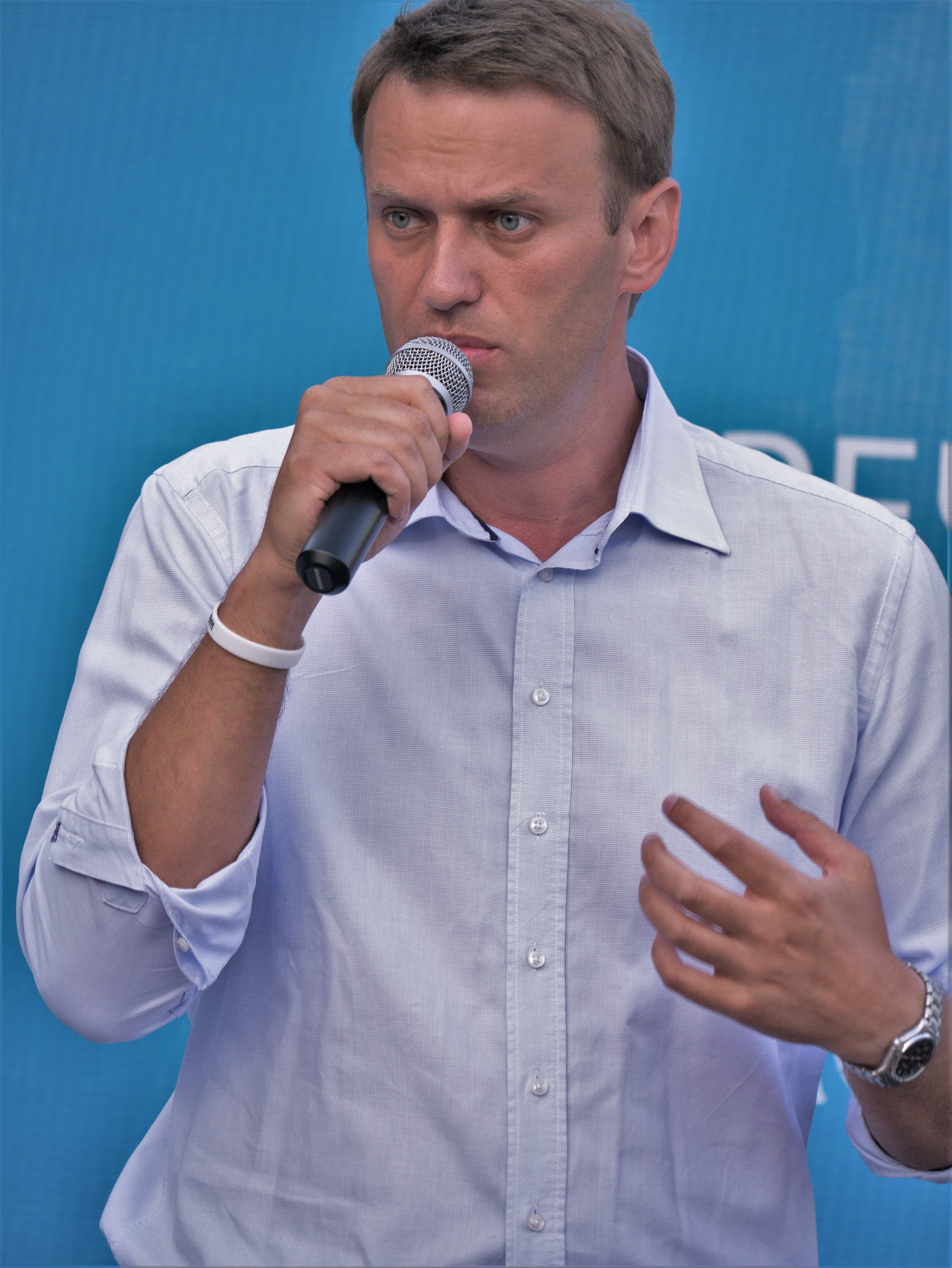
Aleksej Naval'nyj nel 2013

### Politica interna
Aleksej Naval'nyj è ampiamente noto per il suo attivismo anticorruzione e la sua ferma opposizione al regime di Vladimir Putin. La sua politica interna riflette una combinazione di principi liberali, democratici e nazionalisti.

#### Attivismo anticorruzione
Naval'nyj ha condotto una serie di investigazioni dettagliate sulla corruzione all'interno del governo russo e del settore degli affari. Attraverso il suo blog e le sue campagne di sensibilizzazione, ha esposto casi di malaffare e ha esortato l'azione legale contro i responsabili. La sua campagna anticorruzione ha guadagnato ampio sostegno pubblico in Russia.

#### Giudizio verso il regime sovietico
Naval'nyj ha criticato il regime sovietico per le sue violazioni dei diritti umani e la sua mentalità ereditata dai russi.

#### Accuse di xenofobia e ultranazionalismo
La posizione di Naval'nyj sui migranti e il nazionalismo è stata oggetto di controversie. Sebbene abbia sostenuto una politica migratoria più rigorosa per combattere l'immigrazione illegale e il crimine correlato, ha più volte dichiarato di essersi pentito per i discorsi ritenuti xenofobi fatti in passato. Queste posizioni sono state anni dopo strumentalizzate dalla propaganda del Cremlino per accusare genericamente Naval'nyj di "nazismo" e "fascismo".
Quando nel 2006 il comune di Mosca vietò il corteo annuale noto come Russkij marš (Marcia Russa), al quale parteciparono organizzazioni di matrice neonazista e xenofoba,
Naval'nyj chiese come dirigente di Jabloko che la manifestazione venisse autorizzata nel rispetto del diritto costituzionale a riunirsi pacificamente, riaffermando al contempo l'opposizione del partito all'odio nazionalista o razziale e alla xenofobia. Indicato come uno degli organizzatori della marcia, smentisce. Continuerà comunque a frequentare ogni anno le marce, fino al novembre 2011, dove figura anche tra gli organizzatori, in quanto ritenute un catalizzatore del voto utile. Allo stesso modo in alcune elezioni indicò di votare candidati comunisti.
Nel 2007 fondò un movimento politico chiamato Narod (Popolo), che aveva come priorità la tematica dell'immigrazione. Il movimento venne criticato per le sue posizioni xenofobe, come quando, in un video dell'organizzazione, lo stesso Naval'nyj paragonava i militanti jihadisti del Caucaso, scuri di pelle, a degli scarafaggi, asserendo che mentre gli scarafaggi possono essere uccisi con una paletta, per gli esseri umani consigliava di usare le pistole. In un altro video, Naval'nyj sembra sostenere l'idea di una pulizia etnica nonviolenta tramite la deportazione. Vestito da dentista, mentre scorrono degli spezzoni di video di lavoratori immigrati, dice allo schermo: "Nessuno dovrebbe essere picchiato. Tutto ciò che ci infastidisce dovrebbe essere accuratamente, ma inflessibilmente eliminato mediante la deportazione… Un dente senza radice è considerato morto. Un nazionalista è colui che non vuole che la radice "russa" venga cancellata dalla parola "Russia". Abbiamo il diritto di essere russi in Russia e proteggeremo questo diritto […] Pensa al futuro, diventa un nazionalista".
Il vice caporedattore del Moskovskij Komsomolec, Ajder Muždabaev, in una lettera aperta a Naval'nyj alla quale non venne data alcuna risposta, riporta presunti episodi razzisti che lo avrebbero coinvolto, come il fatto di rivolgersi alla sua collega azera (o riferirsi a lei) con termini come černožopaja (culo nero). Engelina Tareva, che ha militato insieme a lui nel partito Jabloko, lo considera un nazionalista e lo accusa di fare abitualmente uso di insulti razzisti. Nel luglio 2008 il partito Narod si unì a due partiti nazionalisti e xenofobi, quali Velikaja Rossija (Grande Russia) e DPNI (Movimento contro l'immigrazione illegale) per formare il Russkoje nacional'noe dviženie (Movimento Nazionale Russo), del quale Naval'nyj fu co-presidente.
Allo scoppio della seconda guerra in Ossezia del Sud, nell'agosto 2008, sostenne l'operato del governo della Federazione Russa, insultando i cittadini georgiani, appellandoli come "roditori", e chiedendo che fossero tutti espulsi dalla Russia, successivamente ha dichiarato di vergognarsi di queste affermazioni e si è scusato con i georgiani, chiedendo la liberazione dell'ex nemico Mikheil Saak'ashvili. Durante la Marcia Russa del novembre dello stesso anno assistette all'arresto di Dmitrij Demuškin, leader dell'organizzazione neonazista Unione Slava, da parte della polizia antisommossa, e sostenne di essere pronto a testimoniare in tribunale in sua difesa.
Tuttavia già nel 2007 aveva preso le distanze dai movimenti ultranazionalisti. Facendo da moderatore di dibattiti tra diverse forze politiche, in uno di questi si scontrò con un leader nazionalista estremista, Maksim Marcinkevič, soprannominato Tesak ("Mannaia"), che discuteva con alcuni politici liberali. Fu Navalny stesso a denunciarlo dopo che costui aveva fatto il saluto nazista e minacciato di morte gli avversari; noto per i video propagandistici di violenza, Marcinkevič morì in carcere nel 2020 dopo varie altre condanne.
Nell'ottobre del 2011 circa mille pagine di e-mail private di Naval'nyj vennero intercettate e pubblicate su un blog anonimo russo. Le e-mail contenevano scambi con politici dell'estrema destra come Aleksandr Belov, il leader antisemita e suprematista del Movimento contro l'immigrazione illegale (DPNI), e con personaggi dell'ambasciata statunitense in Russia. Nello stesso anno ha sostenuto e rilanciato la campagna politica xenofoba dei nazionalisti russi Stop feeding the Caucasus! ("Basta nutrire il Caucaso!"), per chiedere la fine dei sussidi federali alle repubbliche caucasiche della Federazione Russa.
Nel 2013, nel quartiere moscovita Birjulëvo Zapadnoe, a seguito di un omicidio compiuto da una persona di etnia azera, si sono verificati raid punitivi da parte dei neonazisti russi ai danni dei negozianti di etnia caucasica. Naval'nyj sul suo blog difese gli assalitori, sostenendo che si erano scontrati con "orde di immigrati legali ed illegali" e che "se non esiste un modo equo per risolvere conflitti e problemi, le persone ci penseranno per conto proprio, con misure primitive e disperate". Nel luglio dello stesso anno, nella città di Pugačëv, durante una rissa, un uomo rimase ucciso da un colpo d'arma da taglio inferto da una persona di etnia cecena. Dopo il funerale del deceduto, diverse persone si radunarono e organizzarono una protesta chiedendo che tutti i ceceni fossero espulsi dalla città. La protesta sfociò in scontri e si riportarono diversi feriti. Naval'nyj, così come diversi noti membri nazionalisti del Consiglio di coordinamento, votarono per una dichiarazione che legittimava la protesta della popolazione locale contro persone di altre regioni "contrarie alle tradizioni e agli standard morali locali".
Nel febbraio 2021 Amnesty International ha ritirato a Naval'nyj la designazione di "prigioniero di coscienza", per via dei suoi video e delle sue dichiarazioni pro-nazionaliste fatte in passato che costituirebbero incitamento all'odio, ripristinandola nel maggio dello stesso anno..

#### Politica sociale
Naval'nyj ha promosso politiche sociali, inclusi investimenti nell'istruzione, nella sanità e nelle infrastrutture. Ha criticato le disuguaglianze economiche e ha sostenuto misure per ridurre la povertà e migliorare l'accesso ai servizi pubblici.
Nel 2017 il suo partito ha affermato che Naval'nyj sostiene la legalizzazione del matrimonio tra persone dello stesso sesso.

#### Politica economica
Naval'nyj ha proposto una serie di misure per la riforma economica e sociale, tra cui l'aumento del salario minimo a 25.000 rubli, la creazione di un "superfondo" pensionistico che includerebbe i fondi del Fondo Nazionale del Benessere, i pacchetti di azioni nelle società quotate in borsa, i dividendi da esse generati, oltre ai proventi dalla privatizzazione e dalla gestione del patrimonio statale. Ha anche proposto il divieto di controlli commerciali, il passaggio al controllo elettronico, la sostituzione delle tasse per le piccole imprese con una tassa forfettaria di 25.000-30.000 rubli e la demopolizzazione dei settori strategici dell'economia, rinunciando ai grandi progetti infrastrutturali ritenuti inefficaci.

### Politica estera
La politica estera di Aleksej Naval'nyj riflette una visione più assertiva della Russia nel contesto internazionale, concentrata sulla difesa degli interessi nazionali russi e sulla promozione della democrazia filo-occidentale.
Nel giugno 2020, Naval'nyj ha parlato a sostegno delle proteste di Black Lives Matter contro il razzismo.

#### Cecenia
Naval'nyj ha espresso sostegno per l'intervento militare russo in Cecenia, ritenendo necessario combattere i gruppi terroristici jihadisti attivi nella regione. Tuttavia, ha criticato la gestione dell'operazione militare da parte del governo russo, denunciando le violazioni dei diritti umani e la corruzione all'interno delle forze di sicurezza. Ha sostenuto l'utilizzo di metodi più efficaci e mirati nella lotta contro i jihadisti, evitando al contempo violazioni dei diritti umani e dell'etica militare.

#### Annessione della Crimea
Naval'nyj ha condannato l'annessione della Crimea da parte della Russia nel 2014, definendola una violazione del diritto internazionale. Inizialmente ha dichiarato che sarebbe stato necessario tenere un "referendum normale", e che la Crimea non è "un panino da passare di mano in mano". Successivamente ha sostenuto il ritorno della Crimea all'Ucraina attraverso negoziati pacifici, sostenendo che "i confini sono quelli del 1991. Non c'è nulla di cui discutere".

#### Ucraina
Naval'nyj ha sostenuto la sovranità e l'integrità territoriale dell'Ucraina, criticando il sostegno russo ai separatisti nel Donbass e chiedendo una soluzione pacifica al conflitto. Nel febbraio 2012, Naval'nyj espresse il suo sostegno per l'indipendenza dello Stato ucraino, argomentando che Russia, Ucraina e Bielorussia rappresentino "alleati naturali" che dovrebbero potenziare l'integrazione economica e politica reciproca.
Successivamente, nel marzo 2014, a seguito dell'annessione della Crimea da parte della Russia, Naval'nyj sollecitò ulteriori sanzioni nei confronti di funzionari e uomini d'affari legati a Putin, avanzando anche la sua lista di sanzioni e criticando l'inerzia rispetto alle precedenti misure adottate dagli Stati Uniti e dall'Unione europea.
Nel febbraio 2022, Naval'nyj stabilì un parallelo tra il riconoscimento delle repubbliche separatiste del Donbass da parte della Russia e l'intervento sovietico in Afghanistan nel 1979, caratterizzando entrambi gli eventi come distrazioni dalla reale agenda politica.
Il 2 marzo 2022, Naval'nyj incitò i cittadini russi a organizzare proteste quotidiane contro l'invasione russa dell'Ucraina, condannando la passività della popolazione russa e definendo l'aggressione militare come il frutto dell'azione di un "folle zar".
(Aleksej Naval'nyj)
Il 5 aprile 2022, discutendo i crimini di guerra perpetrati in Ucraina, Naval'nyj denunciò la "mostruosa propaganda" diffusa dai media di stato russi, rilevando l'incredibile efficacia persuasiva di tali messaggi su coloro che non hanno accesso a fonti d'informazione alternative.
Critico nei confronti della mobilitazione russa del 2022, Naval'nyj condannò Putin per aver "sacrificato" il futuro della Russia a vantaggio di una politica espansionistica, esortando il paese a porre fine all'occupazione dell'Ucraina e a riconoscere i confini stabiliti nel 1991 dopo il crollo dell'Unione Sovietica. Naval'nyj ha anche affermato che la Russia dovrebbe pagare le riparazioni postbelliche all’Ucraina e ha chiesto un’indagine internazionale sui crimini di guerra, affermando: “Decine di migliaia di ucraini innocenti sono stati assassinati e dolore e sofferenza hanno colpito altri milioni di persone”.

#### Siria
Naval'nyj ha criticato il coinvolgimento russo nella guerra civile siriana, definendolo un errore strategico. Ha esortato il governo russo a concentrarsi sulle questioni interne anziché su interventi militari esterni.

#### Nagorno-Karabakh
Naval'nyj ha chiesto un ruolo più attivo della Russia nel risolvere il conflitto in Nagorno-Karabakh, sostenendo la mediazione diplomatica e il rispetto per il diritto internazionale. Ha esortato le parti in conflitto a trovare una soluzione pacifica che rispetti i diritti della popolazione armena.

#### Proteste in Bielorussia
Naval'nyj ha sostenuto le proteste in Bielorussia contro il regime autoritario di Aljaksandr Lukašėnka, esortando il governo russo a rispettare il diritto del popolo bielorusso a determinare il proprio futuro. Ha condannato la repressione violenta delle manifestazioni e ha chiesto sanzioni internazionali contro il regime di Lukašėnka.

#### NATO
Naval'nyj ha sostenuto una relazione più costruttiva tra la Russia e la NATO, basata sul dialogo e sulla cooperazione su questioni di sicurezza comune. Ha criticato la retorica bellicosa e la politica di confronto del governo russo nei confronti dell'Alleanza Atlantica, sottolineando l'importanza della stabilità e della sicurezza in Europa.

## Risultati elettorali
| Elezione                           | Candidato         | Voti    | %      | Esito            |
| ---------------------------------- | ----------------- | ------- | ------ | ---------------- |
| Elezioni comunali a Mosca del 2013 | Aleksej Naval'nyj | 643 771 | 29,24% | ❌ Secondo posto |

## Premi e riconoscimenti

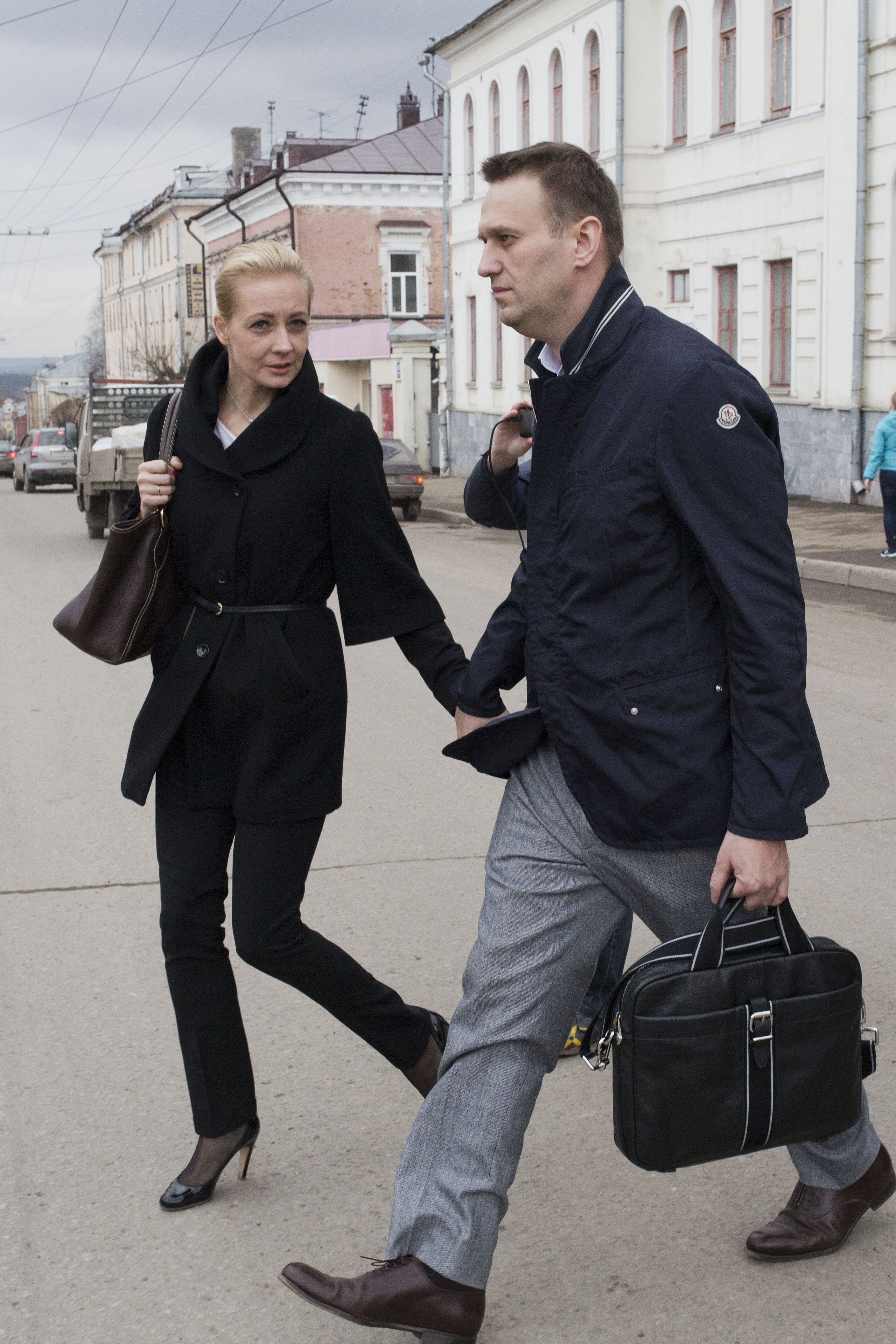
Naval'nyj e sua moglie Julija

Nel 2010 è stato selezionato per il programma Yale World Fellows organizzato dall'Università Yale con l'obiettivo di "creare una rete globale di leader emergenti e ampliare la comprensione internazionale".
Nel 2011 la rivista Foreign Policy ha nominato Naval'nyj tra i FP Top 100 Global Thinkers, per "plasmare il nuovo mondo della trasparenza del governo". Foreign Policy lo nomina nuovamente nel 2012. Viene elencato dalla rivista Time nel 2012 come una delle "100 persone più influenti al mondo", l'unico russo nell'elenco. Nel 2013 Naval'nyj si posiziona al numero 48 tra i "pensatori del mondo" in un sondaggio online della rivista britannica Prospect.
Nel 2015 Aleksej e Oleg Naval'nyj sono stati scelti per ricevere il "Premio della piattaforma della memoria e della coscienza europea 2015". Secondo la dichiarazione della Piattaforma, "I membri della Piattaforma hanno votato quest'anno per i fratelli Naval'nyj, in riconoscimento del loro coraggio personale, della loro lotta e dei loro sacrifici per la difesa dei valori democratici e delle libertà fondamentali nella Federazione Russa oggi. Con l'assegnazione del Premio, la Piattaforma desidera esprimere il suo rispetto e sostegno al Sig. Oleg Naval'nyj, che la Piattaforma considera un prigioniero politico, e al Sig. Aleksej Naval'nyj per i suoi sforzi per denunciare la corruzione, difendere il pluralismo politico e l'opposizione al crescente regime autoritario nella Federazione Russa".
Nel 2017 Naval'nyj è stato elencato dalla rivista Time come una delle "25 persone più influenti su internet al mondo".
Naval'nyj è stato candidato nel 2021 per il Premio Nobel per la pace da diversi membri del parlamento norvegese. Sempre nello stesso anno viene insignito del premio Cavaliere della Libertà in Polonia e del Premio Sakharov per la libertà di pensiero dal Parlamento dell'Unione europea.
Nel marzo 2023, il docufilm Navalny dedicato al dissidente russo, ha vinto il premio Oscar come migliore documentario.

### Commemorazioni
Il 14 febbraio 2025 il consiglio municipale di Parigi ha deciso all'unanimità di dividere in due Avenue de Pologne, nei pressi dell'ambasciata russa: una parte della strada è stata rinominata Avenue Alexeï-Navalny. Una punto panoramico di Praga, nei pressi dell'ambasciata russa, è dedicato a Naval'nyj; nei pressi si trovano anche via Eroi Ucraini, passeggiata Anna Politkovskaja e piazza Boris Nemcov.
Sempre a febbraio è stato annunciato in Germania dalla moglie l'istituzione del Premio Alexei Navalny, da assegnare ogni anno il 4 giugno, giorno del compleanno del dissidente, ad «attivisti, giornalisti, organizzazioni non governative e qualsiasi individuo o gruppo che dimostri un impegno straordinario nella difesa dei diritti umani e della democrazia».
Nel marzo 2025, presso il giardino Anna Stepanovna Politkovskaja di Milano è stata inaugurata una targa commemorativa con un cippo in ricordo del politico, alla presenza di sua figlia Darya e delle autorità comunali. Iniziative analoghe si sono tenute a Lisbona, a Cipro e a New York.
L'artista messicano Fernando Sánchez Castillo ha realizzato una scultura in bronzo di Naval'nyj per la mostra No organizzata a Berlino da Meduza nel maggio 2025, realizzando anche copie in plastica da regalare ai visitatori.

## Vita privata

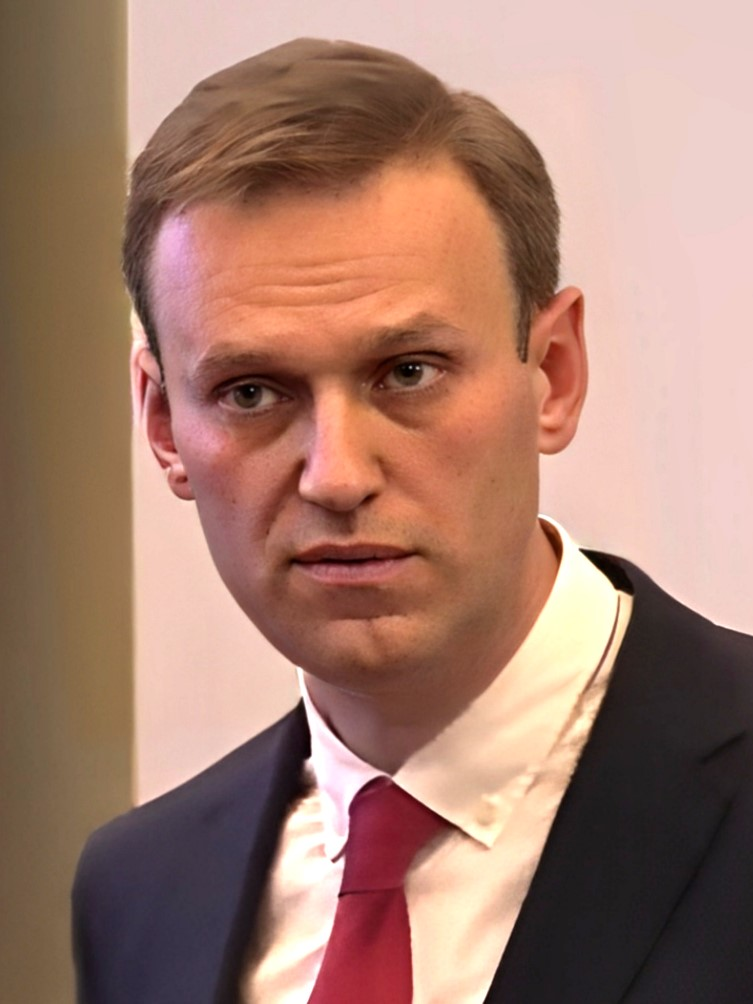
Naval'nyj nel 2017

Aleksej Naval'nyj è stato ateo fino all'età di 25 anni. In seguito si è convertito al cristianesimo ortodosso, dichiarando pubblicamente di aspirare ad essere un buon fedele adottando una morale cristiana e ascoltando il Vangelo anche per condurre la sua militanza politica. Intervistato 
al riguardo, disse: Sono un credente. Mi piace essere cristiano e membro della Chiesa ortodossa, mi piace sentirmi parte di qualcosa di grande e universale. Mi piace il fatto che ci sia un'etica distintiva e un certo ascetismo. Secondo molti commentatori le scelte politiche di Naval'nyj non possono essere disgiunte dall'etica cristiana del sacrificio e della testimonianza.
Nel 2000 Naval'nyj ha sposato Julija Abrosimova, dalla quale ha avuto la figlia Dar'ja detta Dasha nel 2001, studentessa universitaria presso la Stanford University, e il figlio Zachar nel 2008. Dal 1998, prima della detenzione, ha vissuto in un appartamento di tre stanze nel distretto di Mar'ino, a sud-est di Mosca.

## Filmografia

### Documentari diretti e condotti
Documentari di indagine realizzati con la Fondazione Anti-corruzione
- 2011: L'attico di Sluckij
- 2014: Sem'ja Putinych (Famiglia Putin)
- 2015: Čajka
- 2017: On vam ne Dimon ("Non chiamatelo Dimon")
- 2018: Rybka (Pesciolina)
- 2018: Il palazzo che non si può filmare - Šuvalev
- 2019: Propagandisti
- 2019: Bently, palazzi, assassinii. Come è fatto il Caucaso del Nord
- 2020: Il Palazzo di Putin - La storia della corruzione più grande
- 2021: La telefonata di Alexei Navalny a Konstantin Kudryavtsev
- 2021: Volodin, un miliardario innamorato di Putin

### Documentari su Navalny
- 2022 - Navalny, di Daniel Roher
- 2022 - Navalny - Sfida a Putin, serie tv
- 2025 - Becoming Nawalny - Putins Staatsfeind Nr. 1 (Becoming Navalny - Il nemico n. 1 di Putin), documentario tedesco
- 2025 - Navalny - Cronaca di un omicidio di Stato, di Ezio Mauro

## Opere
- Patriot. La mia storia, Mondadori, 2024.
- Adriano Dell'Asta e Marta Carletti Dell'Asta (a cura di), Io non ho paura, non abbiatene neanche voi, collana Scholé, Morcelliana, 2024, ISBN 9788828406495.